# 草酸锌
草酸锌，化学式为ZnC2O4。微溶于水，是一种白色粉末状固体。它可由硝酸锌和草酸的水热反应制备。草酸锌受热分解，生成氧化锌。

## 危险性
- 危险等级:21/22
- 安全等级:24/25